# Giuseppe Moneta
Giuseppe Moneta (Firenze, 1754 – Firenze, 17 settembre 1806) è stato un compositore italiano.

## Biografia
Sulla formazione musicale di Moneta non si conosce nulla e poco si sa anche della sua gioventù e delle sue prime attività musicali: è noto che compose, prima del 1779, una farsa dal titolo sconosciuto. Da quest'anno in poi la sua carriera compositiva procedette regolarmente sino alla fine del secolo: il 20 febbraio a San Giovannino degli Scolopi rappresentò il suo primo oratorio, Il figliuol prodigo, e il 1º giugno fu la volta della sua prima opera comica, il dramma giocoso I pastori delle Alpi, data al Teatro di Borgo Ognissanti. Il 9 settembre nello stesso palcoscenico Moneta diresse al clavicembalo Il tamburo notturno di Giovanni Paisiello. Nei successivi 20 anni compose diverse opere, principalmente intermezzi e melodrammi, nonché lavori sacri e musica strumentale. Grazie ai successi ottenuti, nel 1791, fu nominato maestro di cappella onorario della corte granducale toscana e più tardi anche direttore della cappella della corte di Parma. Nel 1804 era ancora maestro di cappella onorario della corte d'Etruria.

## Considerazione sull'artista
Svariate composizioni drammatiche, cantate e melodrammi (tragedie liriche), di Moneta furono destinate per le celebrazioni della corte toscana, tra queste si ricorda la cantata L'Urano, scritta per festeggiare le nozze di Francesco II d'Asburgo-Lorena nel 1788. Un altro lavoro suo di rilievo è il melodramma Il Meleagro del 1785, il quale diede un certo contributo allo sviluppo della tragedia lirica in Italia, genere nato in Francia e in Germania negli anni settanta del Settecento. Altri suoi lavori facenti parte di questo genere operistico furono La vendetta di Medea (1787) e La morte di Sansone (1789). Tra i lavori comici ebbe invece particolare successo Il capitano Tenaglia, messo in scena sia a Livorno e a Brescia nel carnevale del 1784 e a Genova nel 1786.
Come accadde anche per gran parte dei compositori della Toscana della seconda metà del XVIII secolo, i suoi lavori rimasero poco noti al di là dei confini del Granducato, e completamente sconosciuti oltralpe. Continuò a comporre anche dopo il 1799, nonostante l'occupazione francese, la quale portò il suo patrono, Ferdinando III, a rifugiarsi a Vienna, mentre lui restò a Firenze, dove, nella Quaresima del 1804, fu rappresentato al Teatro della Pergola il suo Gedeone, dedicato ai sovrani d'Etruria.